# Der Januskopf
Der Januskopf, mit dem Untertitel Eine Tragödie am Rande der Wirklichkeit, ist ein Horror-Stummfilm aus dem Jahre 1920, bei dem F. W. Murnau Regie führte. Es handelt sich um eine Adaption des Romans Der seltsame Fall des Dr. Jekyll und Mr. Hyde von Robert Louis Stevenson. Der Film, der am 17. September 1920 uraufgeführt wurde, gilt als verschollen.
Das Drehbuch zu diesem Film wurde von Hans Janowitz geschrieben, der auch schon mit Carl Mayer in der bekannten Filmproduktion Das Cabinet des Dr. Caligari (1920) mitwirkte.

## Inhalt
Zwei gegensätzliche Charaktere verbergen sich in der Person des unauffälligen Londoner Gentlemans Dr. Warren (gespielt von Conrad Veidt). Er verfällt zu später Stunde dem Wahn eines wildgewordenen Tieres. Verursacht wird diese hypnotische Verwandlung nicht durch Laborexperimente wie in Stevensons Original, sondern durch eine übernatürliche Wirkung einer Janusbüste, die Dr. Warren (der Jekyll-Charakter) in der Anfangssequenz für seine Geliebte Jane Lanyon (Margarete Schlegel) als Geschenk gekauft hat. Die grausigen Taten, die er in diesen wahnhaften Episoden begeht, werden aber auf Grund einer gespaltenen Persönlichkeit von dem wohlhabenden und korrekten Mann, der tagsüber in Erscheinung tritt, nicht wahrgenommen. Zuletzt geht er an dem hysterischen, brutalen und besessenen Charakter O’Connor zugrunde.

## Kritiken
„[…] Die ganz auf Sensation gestellte Handlung ist packend von Anfang bis zu Ende; die, wenn man so sagen kann, bei offener Szene eintretenden Verwandlungen sind ein technisches Meisterstück von vollendeter Wirkung. Hier ist der Film dem Theater überlegen. Was auf der Bühne einfach unmöglich ist, vollzieht sich auf der weißen Wand mit verblüffender Selbstverständlichkeit: Das schmale, durchgeistigte Antlitz Conrad Veidts, der den Dr. Warren mit glänzender Beherrschung der Rolle spielt, verwandelt sich fast unmerklich in eine widerwärtige, wildbehaarte, stopplige Fratze, die Gestalt krümmt sich, wird ein vollkommen anderer Mensch. Etwas störend wirkten nur einige Großaufnahmen, bei denen man die Maske zu deutlich sah. Conrad Veidt hat es in der Darstellung derartiger bizarrer Gestalten zu einer fabelhaften Virtuosität gebracht und überrascht immer wieder durch neue Ausdrucksmöglichkeiten. Neben ihm waren Willy Kaiser-Heyl, Magnus Stifter, Margarete Schlegel sowie alle übrigen Darsteller durchaus auf der Höhe. Unter den photographisch sehr guten und szenisch reich ausgestalteten Bildern fielen besonders einige blau viragierte, nächtliche Straßenbilder auf, Atelieraufnahmen mit hübschen Lichteffekten.“

„Um es vorweg zu nehmen: Dieser 6 Akter "nach dem Englischen", von Hans Janowitz für den Film eingerichtet, von Fred Murnau inszeniert, von der Decla-Bioscop herausgebracht, hat Zukunft, ist einer der stärksten Eindrücke der letzten Zeit. […]
Man entschuldigt Unwahrscheinlichkeiten des Inhalts, den des Aufbaus durch Untertitel; hier: „Eine Tragödie am Rande der Wirklichkeit“. So muss man das Phantastische gelten lassen. Es hat hier außerdem den Vorzug fabelhaftester Spannung, und ist in sich nicht unwahrscheinlich. Zudem wird glänzend gespielt, ist die Photographie ausgezeichnet, der Film gut geschnitten, auch sonst technisch raffiniert und abgesehen von einem matteren fünften Akt mit erheblichem Geschmack behandelt.
Conrad Veidt ist Dr. Warren – O’Connor, nur halb er selbst, halb Werner Krauß, jedoch sehr stark im Spiel. Ein Filmgewinn auch die junge Margarete Schlegel, vorläufig noch um ein Geringes zu sehr im Bühnenstil befangen. Den Freund gab Magnus Stifter unaufdringlich vornehm. Willi Kaiser-Heyl, Margarete Kupfer, Danny Gürtler erschienen über eigene Durchschnittsleistungen weit hinausgehoben.
Alles in allem: Seltene Qualität und doch ein Publikumserfolg.“

## Besonderheiten
Das heute noch erhaltene Drehbuch und zusätzliche Produktionsmaterialien deuten darauf hin, dass in diesem Werk zum ersten Mal in der Filmgeschichte die „bewegte Kamera“ eingeführt und angewandt wurde. In einer Szene, in der der Doktor die Treppen zu seinem Labor hinaufsteigt, schreibt Janowitz in seinem Drehbuch folgenden Satz: „Die Kamera folgt ihm der Treppe entlang“.